# Spritzenhaus (Harthausen)

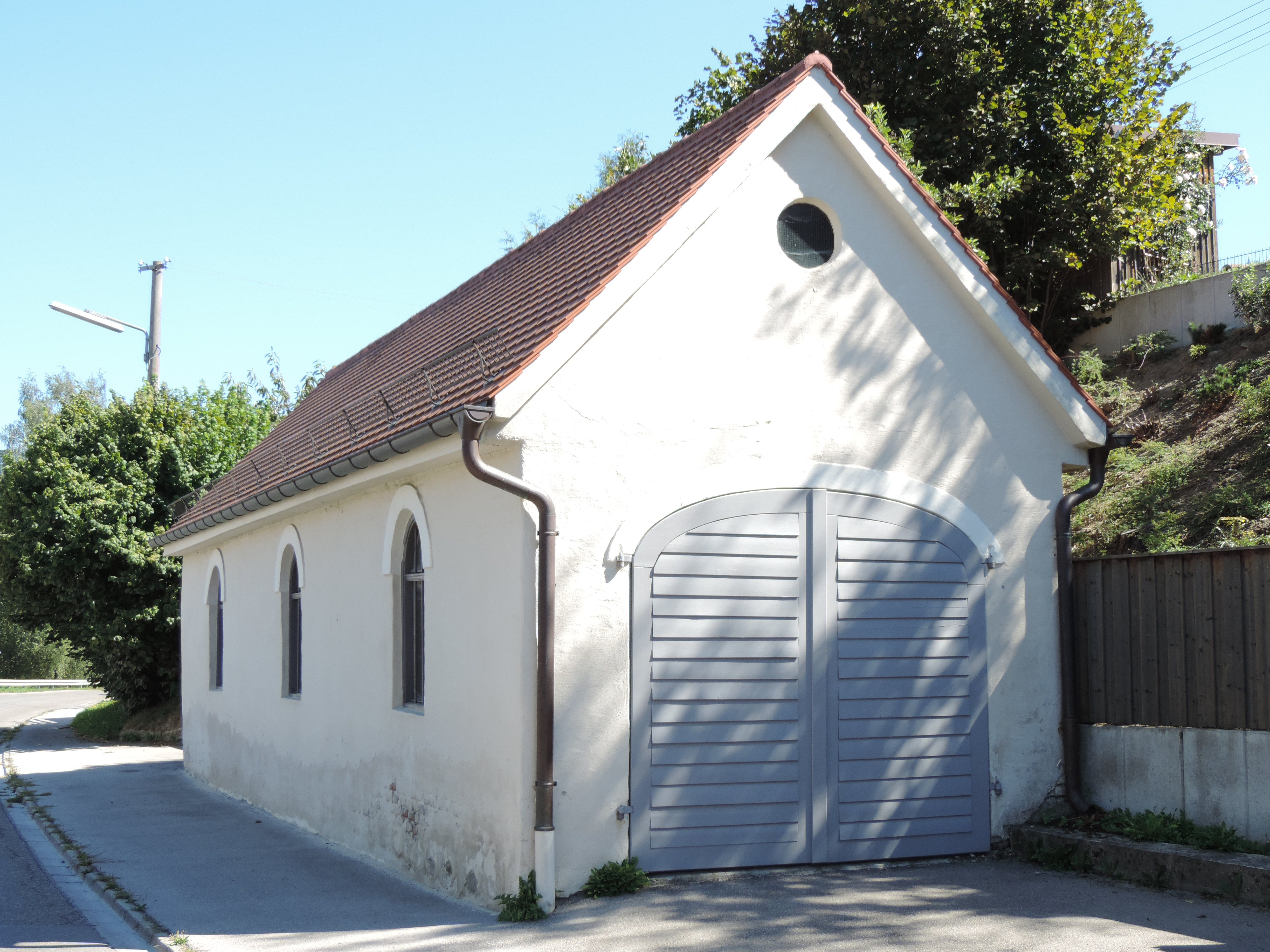
Spritzenhaus in Harthausen

Das Spritzenhaus in Harthausen, einem Stadtteil von Friedberg im schwäbischen Landkreis Aichach-Friedberg, wurde Ende des 19. Jahrhunderts errichtet. Das Spritzenhaus an der Dasinger Straße 54 ist ein geschütztes Baudenkmal.
Im erdgeschossigen Satteldachbau mit drei Rundbogenfenstern und einen segmentbogigen hohen Tor war die Feuerspritze des Dorfes untergestellt. 